# Людина — швейцарський ніж
«Людина — швейцарський ніж» (англ. Swiss Army Man) — американський сюрреалістичний трагікомедійний фільм, знятий Деном Кваном і Деніелом Шайнертом. Світова прем'єра стрічки відбулась 22 січня 2016 року на Санденському міжнародному кінофестивалі, а в Україні — 7 липня 2016 року.
Фільм розповідає гротескну історію про молодика Генка, котрий на безлюдному острові натикається на труп, якому знаходить різні незвичайні застосування.

## Сюжет
Чоловік Генк після аварії на морі опиняється на безлюдному острові без надії на порятунок. Вже думаючи про самогубство, він знаходить труп, який виділяє величезну кількість газів. Осідлавши його, Генк, наче на водному мотоциклі, дістається до іншого берега острова.
Генк виявляє різні неймовірні застосування трупа — з його рота ллється питна вода, ним можна вистрілювати предмети, пальці висікають іскри для розпалювання багаття, а пеніс, як компас, вказує напрям. Згодом труп починає говорити і називає себе Менні, проте більше нічого не пам'ятає. Генк пояснює Менні значення різних слів, будує моделі предметів, щоб показати, як вони працюють. Менні бачить фото дівчини Сари на мобільному телефоні й обіцяє допомогти Генку вибратися з острова, якщо той допоможе розшукати Сару.
Вистави Генка допомагають Менні згадати, що таке дружба, побачення, дім, кінотеатр тощо. Менні дізнається, що Сара — це дівчина, яку Генк часто бачив в автобусі, але не наважувався заговорити. Їм не бути разом, адже Сара вже має чоловіка й дочку. Це розчаровує Менні, і він стає байдужим до всього.
На мандрівників нападає ведмідь, Менні не хоче жити та рятувати друга. Поранений Генк, втім, ще живий, і Менні наважується донести його до будинку Сари. Вона викликає поліцію і швидку допомогу, але Менні знову стає трупом. Генк розповідає про його неймовірні здібності, що допомогли вижити. Та поводження його з трупом, як з живим, привертає увагу поліції, тож Генк із Менні тікає до лісу.
За ними йдуть Сара, її родина, батько Генка та репортери. Генка схоплює поліція, несподівано Менні оживає, прощається з другом, знову випускає гази та відпливає на їхній тязі в море.

## У ролях
- Пол Дано — Генк
- Денієл Редкліфф — Менні
- Мері Елізабет Вінстед — Сара

## Виробництво
29 червня 2015 року Пол Дано, Денієл Редкліфф і Мері Елізабет Вінстед отримали ролі у фільмі. Знімання фільму почали 14 липня 2015 року і закінчили 7 серпня 2015 року.

## Символізм
Менні проходить життєвий цикл від народження й до смерті. На початку він починає як дитина, що не контролює навіть своє тіло, потім як хлопчик — наївний, довірливий, спраглий до знань, — а далі швидко переходить у статеве дозрівання і доросле життя з усіма притаманними цьому вікові похмурими думками. Генк, спостерігаючи за ним, задумується про те, чого він насправді хоче й чого йому бракує — любові інших людей. Генк і Менні в певний момент роблять висновок, що життя безглузде, але проведений разом час дозволяє усвідомити: сенс життя можна віднайти в малих, приземлених радощах, а мати недоліки — це невід'ємна ознака життя. Прийнявши це, Генк возз'зєднується зі своєю родиною і набуває повноцінного існування. Таким чином Менні слугує відображенням Генка, що спонукає його до саморефлексії.

## Сприйняття
«Людина — швейцарський ніж» отримав загалом позитивні відгуки кінокритиків. Агрегатор рецензій Rotten Tomatoes вказує на 72 % схвальних рецензій із середньою оцінкою 6,8/10. Консенсус критиків сайту стверджує: «Обеззброююче дивний і добре зіграний „Людина — швейцарський ніж“ пропонує авантюрним глядачам настільки корисний досвід, що його неможливо класифікувати». Згідно з Metacritic середня оцінка фільму складає 64 зі 100, що відповідає «загалом схвальним рецензіям».
Кріс Г'юїтт в журналі «Empire» побачив у сюжеті фільму прискорену подорож крізь життєвий цикл людини. Гра Редкліффа, за словами критика, потребувала для цього «неймовірного контролю над його тілом і обличчям», але актор справді тріумфує, демонструючи мінливий настрій: від дитячої примхи до підліткового гніву.
Жаннет Катсуліс у «The New York Times» схвально оцінила як «Людина — швейцарський ніж» вражає синхронністю акторської гри та музики, зйомок та спецефектів. Фільм демонструє «ніжно-співчутливий портрет» самотньої людини, що шукає друга.
На думку Пітера Дебрюджа з «Variety», певною мірою весь фільм є життям у мініатюрі, змушуючи Генка не тільки переоцінити власний вибір, але й почати цінувати свого супутника. Втім, бесіди головних героїв мали б більше сенсу, якби не зосереджувалися так часто на сексі та випорожненнях; які, однак, теж мають своє призначення, бо все це процеси, притаманні живому тілу.

## Нагороди й номінації
| Список нагород і номінацій (Список не є вичерпним) | Список нагород і номінацій (Список не є вичерпним) | Список нагород і номінацій (Список не є вичерпним) | Список нагород і номінацій (Список не є вичерпним) | Список нагород і номінацій (Список не є вичерпним) | Список нагород і номінацій (Список не є вичерпним) |
| Кінопремія                                         | Дата церемонії                                     | Категорія                                          | Номінант(и)                                        | Результат                                          | Дж                                                 |
| -------------------------------------------------- | -------------------------------------------------- | -------------------------------------------------- | -------------------------------------------------- | -------------------------------------------------- | -------------------------------------------------- |
| Кінопремія «Готем»                                 | 28 листопада 2016                                  | Нагорода імені Бінгема Рея за режисерський дебют   | Ден Кван, Деніел Шайнерт                           | Номінація                                          | [ 13 ] [ 14 ]                                      |
| Санденський кінофестиваль                          | 31 січня 2016                                      | Гран-прі (Драма, США)                              | «Людина — швейцарський ніж»                        | Номінація                                          |                                                    |
| Санденський кінофестиваль                          | 31 січня 2016                                      | Найкращий режисер (Драма, США)                     | Ден Кван, Деніел Шайнерт                           | Перемога                                           |                                                    |
| Премія «Незалежний дух»                            | 25 лютого 2017                                     | Найкращий дебютний фільм                           | «Людина — швейцарський ніж»                        | Номінація                                          | [ 15 ]                                             |
| Премія «Незалежний дух»                            | 25 лютого 2017                                     | Найкращий монтаж                                   | Метью Геннем                                       | Номінація                                          | [ 15 ]                                             |
| Кінофестиваль у Сіджасі                            | 2016                                               | Найкращий повнометражний художній фільм            | «Людина — швейцарський ніж»                        | Перемога                                           |                                                    |
| Кінофестиваль у Сіджасі                            | 2016                                               | Найкращий актор                                    | Деніел Редкліфф                                    | Перемога                                           |                                                    |